# Hans Flach

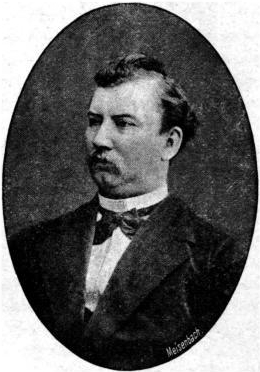
Fotografie von Hans Flach. Aus der 2. Auflage seiner Schrift Der deutsche Professor der Gegenwart (1886).

Hans Flach, eigentlich Johannes Louis Moritz Flach (* 1. März 1845 in Pillau, heute Baltijsk; † 16. September 1895 in Hamburg) war ein deutscher klassischer Philologe.

## Leben
Hans Flach war Sohn des Garnisonsauditeurs Moritz Flach und seiner Ehefrau Luise, geborene Hay. Nach der Versetzung des Vaters nach Posen (1849) besuchte Flach das dortige Friedrich-Wilhelm-Gymnasium (unter Julius Sommerbrodt). Nach der Reifeprüfung begann er 1864 ein Studium der Klassischen Philologie an der Universität Königsberg, wohin ihn nach eigenen Angaben besonders Karl Lehrs gezogen hatte. 1867 wurde er mit der Dissertation De veteris Graecorum hexametri hiatu et digammo promoviert, nach dem Oberlehrerexamen 1868 wurde er Gymnasiallehrer in Elbing.
Flachs Ziel war eine akademische Karriere. 1874 habilitierte er sich in Tübingen und wurde dort 1877 zum außerordentlichen Professor ernannt. Nachdem seine Bemühungen um eine ordentliche Professur nicht erfolgreich waren, veröffentlichte Flach nach einer Zurücksetzung 1885 eine Streitschrift unter dem Titel Die akademische Lehre der Gegenwart, die 1886, 1887 und 1888 in drei weiteren Auflagen erschien. Das Aufsehen, das die Schrift in Tübingen erregte, veranlasste Flach zum Verlassen der Universität. 1886 erschien erstmals seine anonyme Schrift "Culturbilder aus Württemberg", die unverhohlene Kritik an den Zuständen in Württemberg enthält und oft nachgedruckt wurde. Zur gleichen Zeit wurden auch seine Arbeiten zu Hesiod von Ulrich von Wilamowitz-Moellendorff vernichtend rezensiert. Flach zog zunächst nach Rudolstadt, wo er an der Redaktion der Deutschen Encyklopädie beschäftigt war. 1888 zog er als freier Schriftsteller und Journalist nach Hamburg. Seine Schriften über die Missstände des akademischen und schulischen Betriebes seiner Zeit übertrieben die Wahrheit und zeigten Flachs Erbitterung deutlich. Darum wurden sie ob ihrer Brisanz größtenteils zurückgewiesen. Flach starb als Redakteur des Hamburger Generalanzeigers 1895.
Seine philologischen Studien bezogen sich besonders auf die Erklärung und Textkritik des Hesiod und die griechischen Lexikografen. Sein umfangreiches Werk Geschichte der griechischen Lyrik erschien 1883–1884 in zwei Bänden und brachte ihm die Ehrenmitgliedschaft im ἑλληνικὸς σύλλογος φιλολογικός zu Konstantinopel ein. Unter Decknamen veröffentlichte Flach auch Erzählungen und Novellen (Altgriechische Novellen, 1886; Sappho, 1886).

## Schriften (Auswahl)
- Das dialektische Digamma des Hesiodos, Berlin 1876
- Das Griechische Theater, 1878
- Hesiodus: Carmina, 1878
- Untersuchungen über Eudokia und Suidas, Leipzig 1879
- Biographoi graeci qui ab Hesychio pendent, 1883
- Württemberg und die Philologie, 1884
- Peisistratos und seine litterarische Thätigkeit, 1885
- Die akademische Carrière der Gegenwart, 1885
- Agape, 1885
- Culturbilder aus Württemberg / von einem Norddeutschen, ²1886 (anonym), zuletzt Reutlingen 1974.
- Der deutsche Professor der Gegenwart, Leipzig ²1886
- Zeitgemäße Schulfragen, 1888
- Ein versinkendes Geschlecht, 1889